# Zosterops lugubris
Zosterops lugubris — вид воробьиных птиц из семейства белоглазковых (Zosteropidae). Ранее его помещали в род Speirops. Подвидов не выделяют.

## Распространение
Эндемики Сан-Томе и Принсипи. Живут в гористой местности.

## Описание
Длина тела 13.5-15 см. Верхняя сторона тела тёмно-серо-оливковая, перья на хвосте черноватые, нижняя сторона оливковая. Клюв желто-коричневый. Самец и самка выглядят одинаково.

## Биология
Питаются мелкими ягодами, авокадо, вероятно, нектаром, а также насекомыми, включая гусениц. В кладке 2-3 яйца.

## Охранный статус
МСОП присвоил виду охранный статус LC.